# Собуза II
Собуза II (22. јул 1899 — 21. август 1982), био је краљ Свазиленда од 1899. до 1982. године. Његова владавина од 82 године и 254 дана је најдужа неоспорно проверљива владавина било ког монарха током историје.
Рођен је 22. јула 1899. године као син краља Нгванеа V и његове супруге Ломаве Ндвандве. Отац му је изненада преминуо 10. децембра 1899. године са 23 година, током ритуалног плеса Инквале. Племенски савет је одабрао Собузу за наследника престола, међутим пошто је имао само 4 месеца, државом су управљали његова баба Лабоцибени и стриц Малунге. Директна владавина Собузе II почиње његовим крунисањем 22. децембра 1921. године. По законима државе, његов савладар му је била мајка, или нека старија жена из породице. Она служи као духовни вођа државе.
Током његове владавине је Свазиленд стекао независност од Уједињеног Краљевства 6. септембра 1968. Био је присутан и на крунисању Елизабете II 1953. Само два пута је одлазио у иностранство, оба пута у Енглеској: 1922, и 1953. године на Елизабетино крунисање. Свазиленд је приступио Покрету несврстаних 1970. године.
Као и владари Свазиленда пре њега, имао је велики број жена и деце. Док поједини извори наводе око 100 жена и 500 деце, званично је имао 70 жена и 220 потомака. По обичајима и закону Свазиленда, прве две жене му бира племенски савет, од којих прва мора бити из клана Мацебула, а друга из клана Моца. Синови које те две жене роде не могу да наследе престо. Накнадно краљ може изабрати жене по свом избору.
Прославио је дијамантски јубилеј, односно 80 година владавине, децембра 1981.
Преминуо је 21. августа 1982. године у главном граду Мбабанеу са 83 година. Краљ Свазиленда не може да именује наследника, већ то ради племенски савет, и то након две године како би жене традиционално обележиле период жалости. Jедан од његових синова Мсвати III је одабран као краљ, и наследио га је 25. априла 1986, а на место савладара је дошла Мсватијева мајка Нтфомби.